# Karl-Eberhard Grumer
Karl-Eberhard Grumer (* 19. Dezember 1929 in Lahr) ist ein Generalmajor außer Dienst des Heeres der Bundeswehr.

## Leben
Beförderungen
- 1955 Leutnant im BGS
- 1956 Oberleutnant
- 1959 Hauptmann
- 1965 Major
- 1969 Oberstleutnant
- 1973 Oberst
- 1978 Brigadegeneral
- 1982 Generalmajor

Grumer trat 1951 in den Bundesgrenzschutz ein, 1956 wechselte er zur Bundeswehr. Dort wurde er Adjutant und S 1 in einem Grenadierbataillon. 1957 nahm er am Lehrgang der Infanterieschule der US Army in Fort Benning, Georgia teil. Danach war er Kompaniechef im Panzergrenadierbataillon 182 in Boostedt. 1961 wurde er S3 der 6. Panzergrenadierdivision in Neumünster. Von 1963 bis 1965 absolvierte er den 6. Generalstabslehrgang Heer an der Führungsakademie der Bundeswehr in Hamburg.
1965/66 besuchte Grumer das Command and General Staff College (CGSC) der US Army in Fort Leavenworth, Kansas. Von 1966 bis 1968 war er G1 und 1968/69 G3 der 2. Jägerdivision in Marburg. Von 1969 bis 1971 war er Kommandeur des Panzergrenadierbataillons 362. 1971 wurde er G3 im HQ Allied Forces Central Europe (AFCENT) in Brunssum. 1973 wurde er Dezernent beim Deutschen Militärischen Vertreter der NATO. Von 1975 bis 1978 war er Kommandeur der Panzerbrigade 30 in Ellwangen.
1978 wurde Grumer Kommandeur der Offizierschule des Heeres in Hannover; 1982 folgte ihm Gerd Röhrs. Von 1982 bis 1988 war er stellvertretender Kommandierender General und Kommandeur Korpstruppen des II. Korps in Ulm.
Grumer ist verheiratet und Vater von drei Kindern.

## Auszeichnungen
- 1962: Sturmflutmedaille Schleswig-Holstein
- 1983: Ehrenkreuz der Bundeswehr in Gold
- 1988: Bundesverdienstkreuz 1. Klasse